# Društveno preduzetništvo
Socijalno preduzetništvo je poslovanje sa idejom da se putem ulaganja profita nastalog od prodaje proizvoda ili usluga ispuni jasna društvena misija. Socijalno preduzetništvo ima za cilj da prepozna i da se uključi u rešavanje određenih društvenih problema, a to mogu biti nezaposlenost, marginalizovanje određenih društvenih grupa, siromaštvo i slični problemi. Zarada koja se ostvari ovim poslovanjem ne služi uvećanju imovine pojedinca, već se ulaže u nešto drugo, kao što su zaštita životne sredine, upošljavanje osoba koje teško dolaze do posla, obrazovanje, socijalne ili zdravstvene usluge.
Socijalna preduzeća su neprofitne privatne organizacije, koje se bave proizvodnjom roba i pružanjem usluga, što je direktno povezano sa njihovim jasnim ciljem da zajednica ima koristi od njihovih aktivnosti. Ona se oslanjaju na kolektivnu dinamiku, uključujući različite tipove zainteresovanih strana u svoja upravljačka tela; ona visoko vrednuju svoju autonomnost i preuzimaju ekonomski rizik koji je povezan sa njihovim aktivnostima.
Socijalni preduzetnici su pojedinci koji nude inovativna rešenja za najaktuelnije društvene probleme. Ne prepuštajući vladi ili poslovnom sektoru bavljenje društvenim potrebama, ovi pojedinci pronalaze modele koji dobro funkcionišu i rešavaju probleme tako što menjaju sistem, ohrabrujući društvo da preduzme konkretne korake.

## Istorijat socijalnog preduzetništva
Osnivanju socijalnih preduzeća u Evropi prethodile su zadruge, koje su osnivane početkom 19. veka. One su u početku bile poljoprivredne, a kasnije su se proširile na različite oblasti, pa su nastajale potrošačke, kreditne, štedne, osiguravajuće i druge zadruge. Prethodnicima socijlanih preduzeća smatraju se i filantropska udruženja i zadužbine.
Socijalna preduzeća počela su da se razvijaju 80-ih godina 20. veka, kada je veliki broj evropskih zemalja imao problem sa nezaposlenošću, koji nisu mogli da reše već postojećim mehanizmima socijalne polititke. Trebalo je osmisliti način da se određene društvene kategorije, kao što su nisko kvalifikovani radnici, ili oni koji su dugo nezaposleni, uključe na tržište rada, pa su tako nastala prva socijalna preduzeća, koja su organizovana na različite načine, u zavisnosti od državnog sistema zemlje i funkcionisanja njenih institucija.
Prva socijalna preduzeća osnovana su i uvedena u Italiji 1991. godine, zakonom 381/1991, u pravnoj formi zadruge, i nazvana su „socijalne zadruge” (cooperative sociale). Ova preduzeća bavila su se brigom o socijalno ugroženim kategorijama, ali i obučavanjem ljudi koji su u nepovoljnom položaju u društvu i koji ne mogu samostalno da se zaposle. Posle Drugog svetskog rata u Jugoslaviji su zadruge bile sastavni deo ekonomskog sistema i kontrolisala ih je država, a veliki značaj pridavan je zapošljavanju osoba sa invaliditetom. Ovakav vid zapošljavanja smatra se najsličnijim poslovanju današnjih socijalnih preduzeća. Ministarstvo za socijalna pitanja osnovalo je 2003. godine Fond za socijalne inovacije, koji je bio veoma bitan za stvaranje socijalnih preduzeća na lokalnom nivou.

## Socijalno preduzetništvo danas
Socijalna preduzeća čine važan deo svetske i evropske ekonomije, jer zapošljavaju 11.000.000 ljudi u Evropi, što je oko 6,7 % zaposlenih u EU. Samo kooperative kao oblik socijalnog udruživanja, kojih je u EU registrovano 240.000, zapošljavaju direktno 4,7 miliona ljudi i imaju 143.000.000 članova. Istovremeno, zdravstvene usluge i usluge socijalne zaštite koje pruža socijalna ekonomija obuhvataju 120.000.000 korisnika. Ova preduzeća dobila su prioritet u regionalnoj politici Evropske unije, pa je za period 2014. do 2020. godine namenjeno oko 90.000.000 evra za novi socijalni finansijski instrument, kojim će EU pomoći otplatu duga i nova ulaganja socijalnih preduzeća.
Doprinos socijalne ekonomije u ukupnom BDP-u EU je oko 11%. U Finskoj je 7,5% aktivnog stanovništva uključeno u socijalno preduzetništvo, u Ujedinjenom Kraljevstvu taj broj je 5,7%, u Sloveniji 5,4%, u Belgiji 4,1%, u Italiji 3,3%, u Francuskoj 3,1% itd. Svako četvrto novoosnovano preduzeće je socijalno preduzeće. U Finskoj, Francuskoj i Belgiji to je čak svako treće.

## Postulati socijalnog preduzetništva
Prema definiciji Evropske komisije u dokumentu Social Business Initiative, socijalno preduzetništvo zasniva se na tri osnovna postulata:
• preduzetnička dimenzija - to su privatna preduzeća koja se u kontinuitetu bave nekom ekonomskom delatnošću i po kojoj se razlikuju od tradicionalnih neprofitnih organizacija, koje imaju socijalni cilj i donekle se samofinansiraju, ali nisu nužno privredni subjekt;
• socijalna dimenzija - ta preduzeća imaju primaran i eksplicitan društveni cilj po kojem se razlikuju od korporacija i profitnih preduzeća;
• upravljačka dimenzija - u njima postoji demokratski upravljački mehanizam čijom se primenom štiti neprikosnovenost društvenog cilja socijalnog preduzeća.  Архивирано на веб-сајту  (28. фебруар 2017)  

## Odlike socijalnih preduzeća
Istraživačka mreža EMES definisala je socijalne i ekonomske kriterijume socijalnih preduzeća.

### Ekonomski kriterijumi
- kontinuirana aktivnost na proizvodnji robe i/ili pružanju usluga,
- visok nivo autonomije, odnosno nezavisnosti od javnog sektora,
- značajan nivo ekonomskog rizika koji socijalna preduzeća sama preuzimaju, jer finansijska održivost u potpunosti zavisi samo od napora članova preduzeća,
- minimalna količina plaćenog rada — socijalna preduzeća svoje aktivnosti obavljaju tako što angažuju volontere ili minimalno plaćaju rad.

### Socijalni kriterijumi
- jasan cilj da zajednica ima koristi — svrha postojanja socijalnih preduzeća je isključivo pomoć zajednici ili ranjivim kategorijama ljudi, kao i pozivanje na socijalnu odgovornost na lokalnom nivou,
- inicijativa pokrenuta od grupe građana, koje vode iste vrednosti i verovanja, sa ciljem da reše neki socijalni problem,
- moć donošenja odluka nije zasnovana na vlasništvu kapitala — svaki član socijalnog preduzeća, kao i zainteresovana strana, uključeni su u donošenje odluka,
- participativna priroda, što podrazumeva uključivanje različitih strana na koje aktivnost utiče — participativno upravljanje jača demokratske kapacitete kroz ekonomske aktivnosti,
- ograničena raspodela profita — socijalna preduzeća raspodeljuju profit do određene mere, što odražava njihove napore da izbegnu ponašanje koje vodi ka maksimiziranju profita.[2]

Da bi se smatrala socijalnim preduzećem, svaka organizacija mora da:
1. obavlja neku ekonomsku aktivnost, odnosno mora u kontinuitetu da proizvodi ili/i razmenjuje dobra ili/i usluge na tržištu;
2. ima eksplicitan i primarni društveni cilj, odnosno cilj koji doprinosi opštem dobru u društvu;
3. postavi ograničenja na raspodelu dobiti ili/i imovine; cilj ovog ograničenja je stavljanje akcenta na društveni cilj, a ne na dobit;
4. bude nezavisna, kako u odnosu na državne organe tako i u odnosu na tradicionalne privredne subjekte;
5. ima inkluzivno upravljanje koje se odlikuje demokratskim učešćem zaposlenih u odlučivanju.

## Finansiranje socijalnih preduzeća
Socijalna preduzeća spadaju u „hibridne” biznis modele, i njihovi prihodi su kombinacija poslovanja, prihoda sa tržišta od prodaje robe i usluga privatnom ili javnom sektoru i netržišnih prihoda koji dolaze od državnih subvencija, donacija, privatnih donacija, doprinosa u naturi i slično. 
Socijalna preduzeća u Evropi uglavnom kombinuju nekoliko vrsta finansiranja:
- donacije i sponzorstva - od stranih razvojnih organizacija i ambasada, fondacija i korporacija;
- mere aktivne politike zapošljavanja - podrazumevaju posredovanje u pronalaženju zaposlenja, usluge savetovanja, obuke i subvencije za zapošljavanje;
- javni radovi -  finansijske podsticaje za zapošljavanje nezaposlenih osoba;
- javne nabavke -  raspisuju ih lokalne samouprave za pružanje usluga socijalne zaštite;
- prodaja usluga i dobara na tržištu i
- članarine.